# Рафаэль-Кальсада
Рафаэль-Кальсада (исп. Rafael Calzada) — город в Аргентине в провинции Буэнос-Айрес. Часть агломерации Большой Буэнос-Айрес. Назван в честь аргентинского юриста испанского происхождения Рафаэля Кальсада Фернандеса.

## История
Это единственный населённый пункт муниципалитета Альмиранте-Браун, у которого была официальная церемония основания. Она состоялась 18 июля 1909 года, на ней присутствовали президент Аргентины Хосе Фигероа Алькорта и известный испанский писатель Висенте Бласко Ибаньес. При основании он получил название «Вилья-Кальсада», в «Рафаэль-Кальсада» был переименован в 1956 году.